# إستر كلايسون

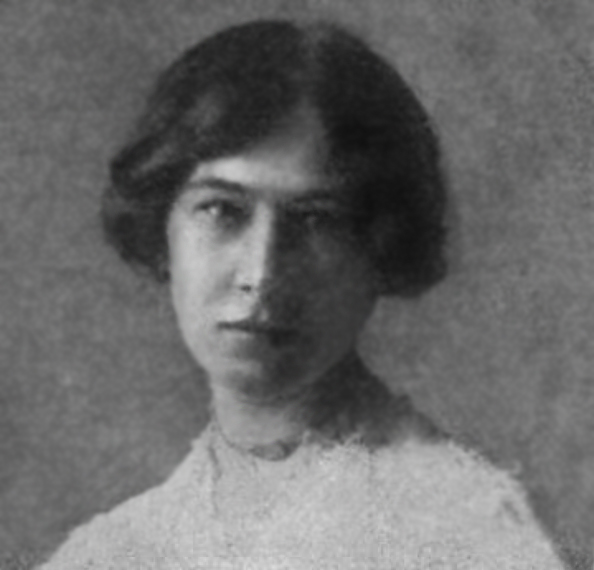
إستر كلاسسون 1907

إستر لورا ماتيلدا كلايسون هي أول امرأة تعمل كمهندسة مناظر طبيعية في السويد وتعد من رائدات هذا المجال في السويد. ولُدت في السابع من شهر يونيو (حزيران) عام 1884 وتُوفيت في الثاني عشر من شعر نوفمبر (تشرين الثاني) عام 1931.

## السيرة الذاتية
اتمت كلايسون دراستها الثانوية في العاصمة السويدية ستوكهلم عام 1900 وفي ذلك الوقت لم يكن هناك أية مهندسات مناظر طبيعية مُدربات أكاديميًا. لقد كان هناك سيدات يقمن بتنسيق الحدائق ولكن كانوا يمتلكن حدائقهن الخاصة. حيث كان يتوجب على من تريد تعليمًا متخصصًا السفر إلى الخارج إلى الدنمارك أو بريطانيا أو ألمانيا. لقد كانت كلايسون مهتمة بهندسة المناظر الطبيعية وتنسيق الحدائق فقد عملت في حديقة في مزرعة تومارب في سكونا. واستأنفت دراستها بعد ذلك في الدنمارك وتخرجت عام 1903 من مدرسة البستنة الثانوية في تشلرلوتينلوند.
عملت كلايسون بعد التخرج كمهندسة مناظر طبيعية في ألمانيا عند بول شولتز-ناومبورغ وعند المهندس المعماري جوزيف ماريا أولبريش في دارمشتات وفي فيينا في النمسا. وأهم عمل لكلايسون في دارمشتات هو تراس مع حديقة ورود ليليوس جلوكرت صاحب مصنع أثاث في المدينة وزبون مهم لجوزيف ماريا أولبريش.
في عام 1907 قامت المجلة النسائية الأسبوعية إيدون باعتبار كلايسون أول مهندسة مناظر طبيعية في السويد. وفي عام 1907 احتفلت مجلة دويتش كونست اوند ديكوراتسيون وكذلك مجلة ستوديو بأعمالها الفنية. عادت كلاسسون مرة أخرى إلى السويد عام 1913 وعملت كمهندسة معمارية مع إساك جوستاف كلسون. بعد ذلك بدأت عملها الخاص  وطبقت أفكار أولبريش في السويد، تأثرت كلايسون بشدة  بحركة الفنون والحرف البريطانية.

 
كانت أعمال تنسيق الحدائق الخاصة بها متأثرة بعناصر الفن المعماري. لقد اكتسيت كلايسون خبرة كمهنسة مناظر وأسست تعاون مع مهندسين مناظر طبيعية مثل كارل وستمان وإساك جوستاف كلسون وإيفار تنجبوم. وخلال العقد الأول من فترة التسعنيات كانت كلاسسون أفضل وأشهر مهندسي المناظر الطبيعية في السويد.

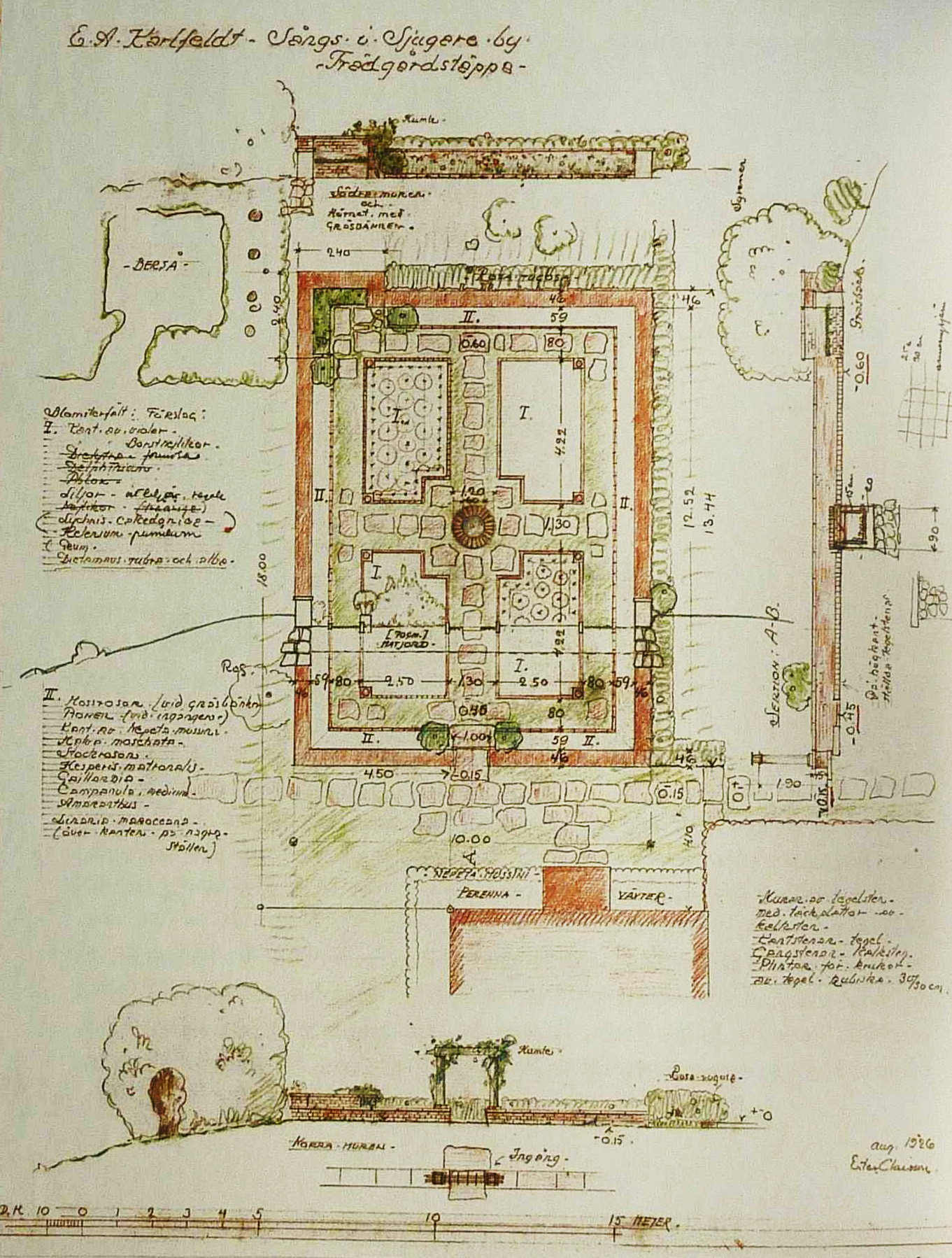
مخطط كارلفلدتسغاردن لاستر كلاسسون 1927

عملت كلايسون في عام 1918 كمهندسة مناظر طبيعية في فيلا برفيك في ليدنجو شمال ستوكهلم. وخلال عملها تعرفت على إريك أكسل كارلفلت والذي كان يعيش في الجوار. صممت كلايسون حديقة كارلفلدتسغاردن  (منزل كارلفلت الصيفي )في شمال لسكند وهذة الحديقة لا تزال موجودة حتى الآن.
تُوفيت كلايسون عن عمر يناهز 47 عامًا، وقد تم دفن جثمانها في الثاني والعشرين من شهر نوفمبر (تشرين الثاني) كما أن أفادت المصادر أنها ماتت بسبب رصاصة في القلب.

## رسومات لأعمال إستر

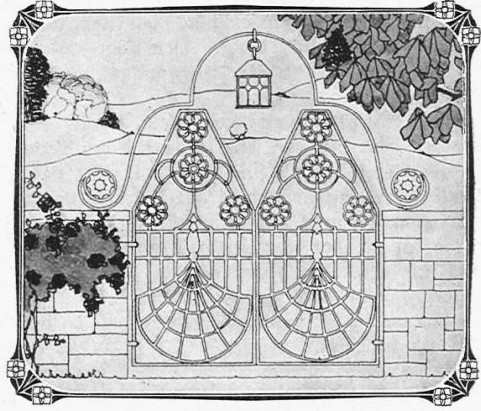
من تصميم كلاسسون 1917
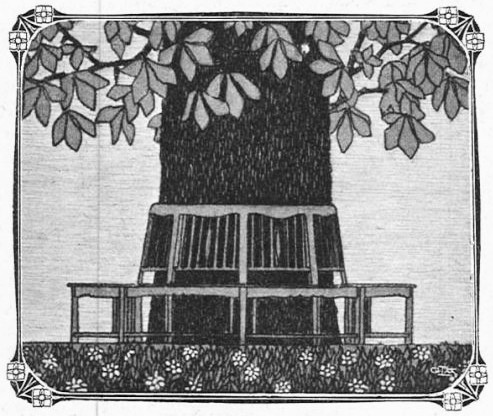
من تصاميم كلاسسون نشرتها مجلة ايدون 1917
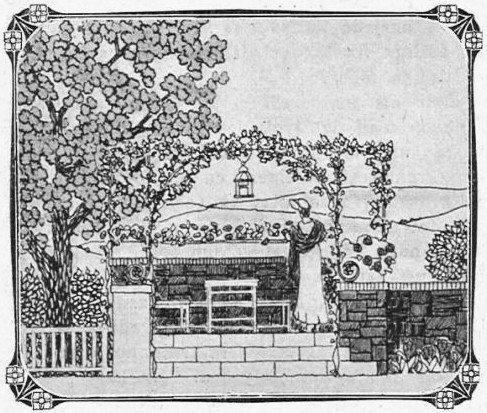
من أعمال استر تم نشرها في نجلة ايدون 1917
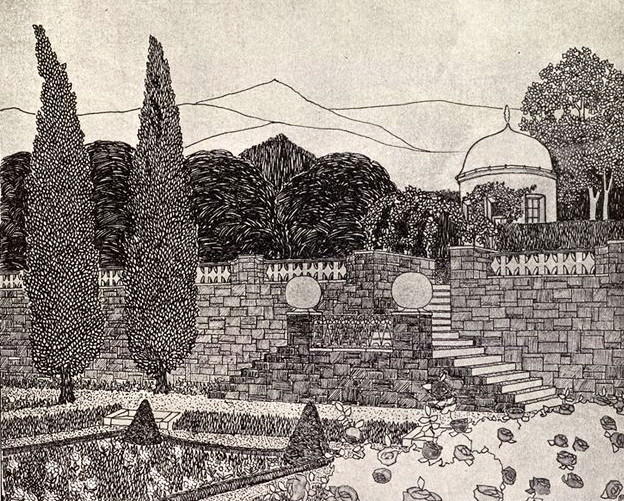
من أعمال كلايسون 1912

## الأعمال
في عام 1914 شارك كلًا من كلايسون وهارلد ويدسو في مسابقة تنسيق الحدائق في سكوجسكايركوجردن في ستوكهولم وحصدا المركز الثالث ولوحظ في ألمانيا أن هناك امرأة حصلت على المركز الثالث.

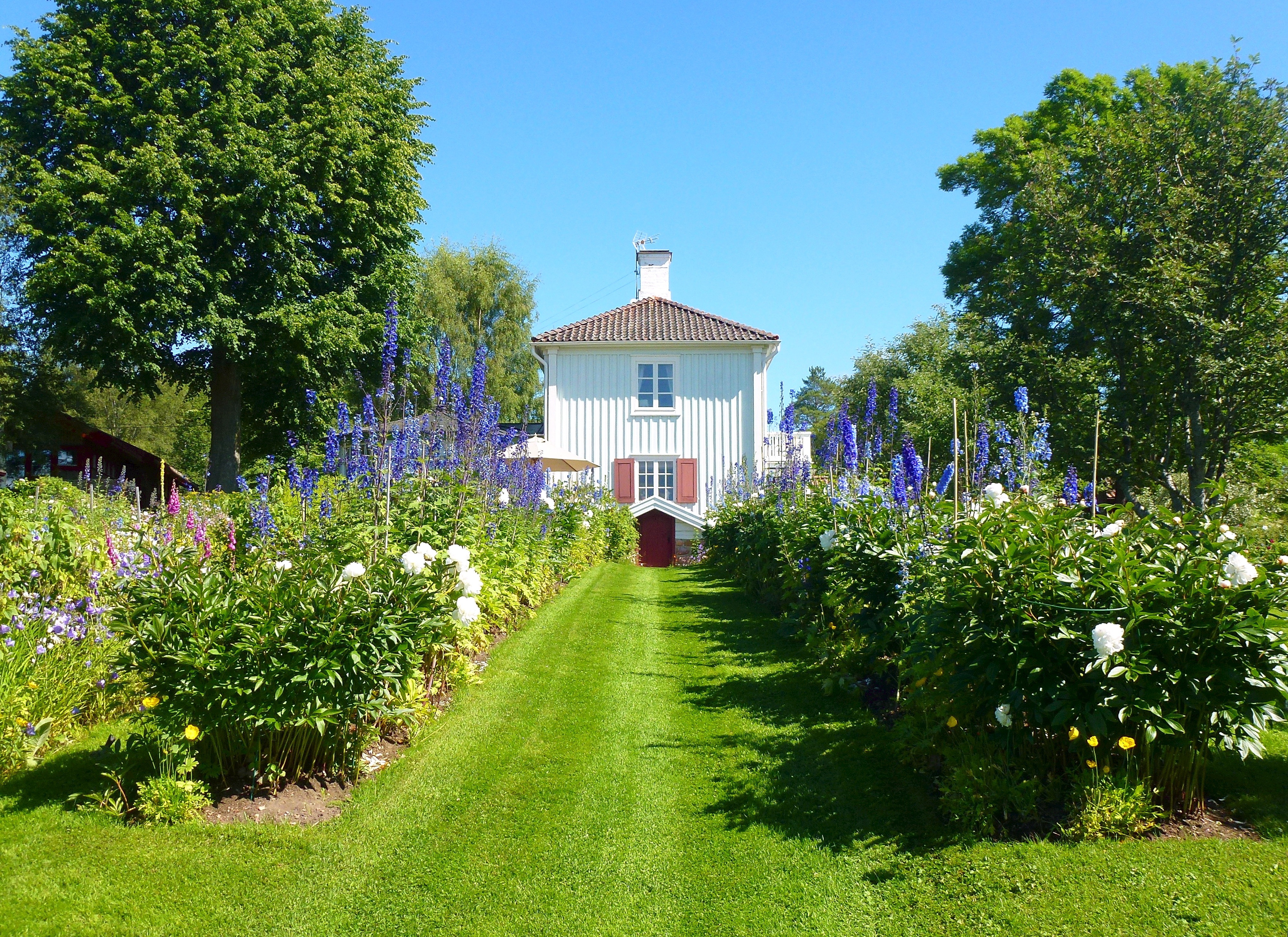
حديقة كارلفلدتسغاردن

ومن أعمال كلايسون حديقة في انجلستا جارد عام 1917 وفي اديلسناس من عام 1916 حتى 1920 وحديقة روضا بيرجن في هومليوت عام 1925. صمم كلاً من كلاسسون وكالفليلت حديقة كالفليدتغاردنسانج التي تطل على بحيرة أوبليمن، ولا تزال هذة الحديقة في موقعها على خلاف الأخريات.

## وصلات خارجية
- Media related to Ester Claesson at Wikimedia Commons